# B92
B92 és una emissora de ràdio sèrbia que emet des de Belgrad. L'emissora va ser fundada el 1989, i a partir de l'any 2000 disposà també d'un canal de televisió. B92 va ser un dels pocs mitjans de comunicació que difonia informacions independents durant els governs de Slobodan Milošević, i va rebre represàlies per aquest motiu.